# ФК Динамо (Брянск)
ФК „Динамо“  е футболен отбор от гр. Брянск, Русия. Основан е през 1931 г. Най-голямото постижение на отбора е 5 място в 1 дивизия през 2011/12 г.

## История
„Динамо“ (Брянск) първоначално играе в областния шампионат, а след Втората световна война – в Клас Б на СССР. От 1971 до 1991 играе във Втора съветска лига. След разпадането на СССР играе в Руска Втора Дивизия. Между 1994 и 1997 се състезава в Трета лига. През 2003 заема второ място във 2 дивизия, но се класира за Първа, след като Динамо Санкт Петербург е изключен от ПФЛ. През сезон 2006/07 достига 1/2 финал за купата на Русия. През 2008 завършва на 21 позиция и изпада. На следващия сезон „Динамо“ се връща в 1 дивизия. През сезон 2010 отборът е на последното 20 място, но треньорът Сергей Овчинников успява да спаси отбора. „Динамо“ е подсилен с играчи като Вениамин Мадрикин, Максим Ромащенко и Александър Димидко. На 25 май 2011 треньор става Валери Петраков. Също така отборът става първият тим от ФНЛ със страница в Twitter. В края на сезона завършват на 5 място. През юни 2012 е отнет лиценза на Динамо. Отборът продължава да се състезава в ЛФЛ. През 2012/13 Динамо печелят ЛФЛ и се завръщат в професионалния футбол.

## Известни играчи
- Александър Фомичев
- Джордже Йокич
- Вениамин Мадрикин
- Сергей Давидов
- Бранислав Крунич
- Исо Канейда
- Роман Герус
- Жан Були
- Максим Ромащенко